# Dominicus Anthonius Peduzzi

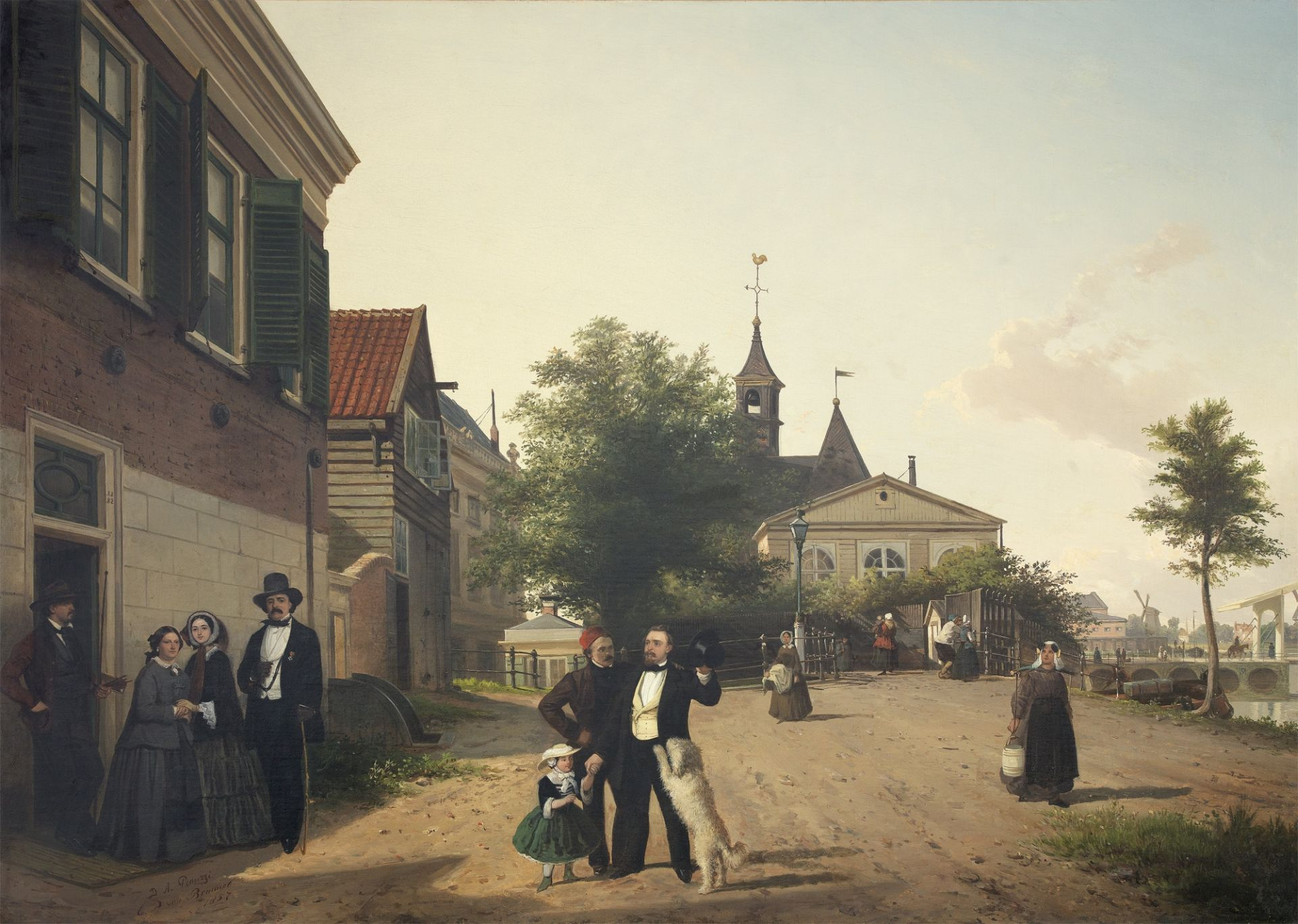
Spaziergang am Sonntag

Dominicus Anthonius Peduzzi (* 2. November 1817 in Amsterdam; † 6. April 1861 in Wien) war ein niederländischer Maler und Lithograf italienischer Abstammung.
Peduzzi studierte von 1828 bis 1831 an der Koninklijke Akademie van Beeldende Kunsten (Amsterdam) und bei Johan Willem Pieneman. Er war bis 1858 in Amsterdam beschäftigt, verbrachte zwei letzte Lebensjahre in Wien. Er war Schwager von Elias Pieter van Bommel. Beide schufen gemeinsam einige Gemälde.
Er wurde Mitglied der Koninklijke Akademie van Beeldende Kunsten (Amsterdam).
Er malte Innenräume bei Kerzenlicht und Genreszenen (Reiterstücke) schuf ebenfalls Lithografien.